# SLC46A1
SLC46A1‏ (Solute carrier family 46 member 1) هوَ بروتين يُشَفر بواسطة جين SLC46A1 في الإنسان.